# Salgado de São Félix
Salgado de São Félix is een gemeente in de Braziliaanse deelstaat Paraíba. De gemeente telt 12.950 inwoners (schatting 2009).